# Francesco del Cossa

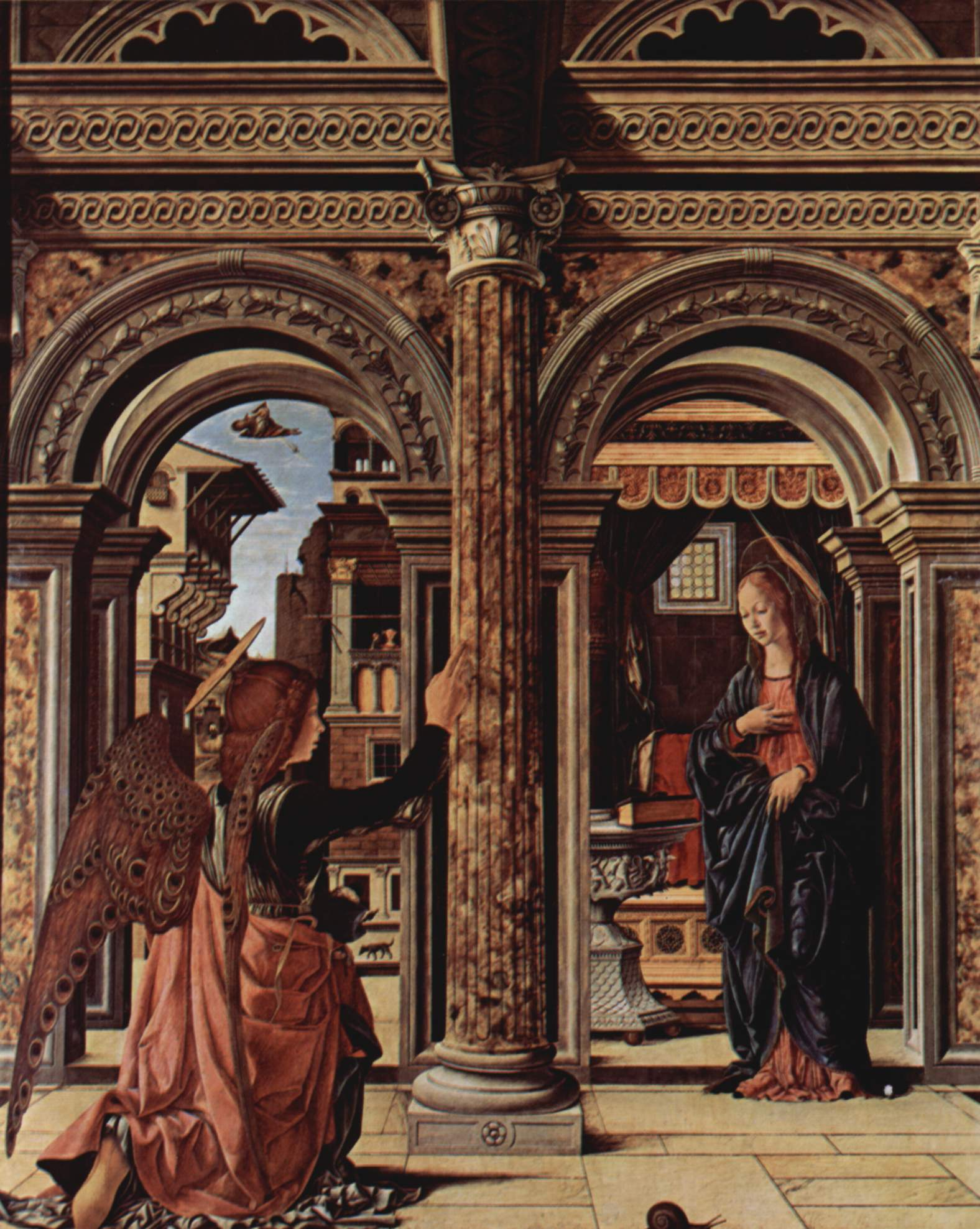
Annunciazione... i un cargol a baix, en primer pla

Francesco del Cossa (Ferrara, c. 1436 - Bolonya, 1477/1478) fou un important pintor italià de l'escola de Ferrara durant el Renaixement (Quattrocento).

## Biografia
Deixeble de Cosmè Tura amb Ercole Ferrarese, l'obra de Francesco del Cossa ensenya un domini de la representació plàstica dels personatges i dels detalls arquitecturals. El seu estil recorda a Piero della Francesca i a Mantegna.
El 1470 treballa amb Tura i Ercole per a les decoracions de la sala dels Mesos  del palazzo Schifanoia i realitza les pintures al·legòriques de tres dels dotze mesos sobre els dibuixos de Cosmé Tura:
- Mese di marzo : Triomf de Minerva i signe d'àries Borso d'Este executant justícia i marxant a la caça, pagesos que tallen la vinya.
- Mese d'aprile  : Venus i copia les les Tres Gràcies, el signe del taure, dels amants, Borso d'Este tornant de la caça.
- Mese di maggio : escena de collita, signe dels bessons, Apol·lo envoltat de les Muses i de Pegàs, escena de collita Borso d'Este rebent una cistella de cireres.

El poc que li paguen pels frescos del palau Schifanoia el porta a deixar Ferrara i torna definitivament a Bolonya.
A partir de 1472 realitza el fresc de la Madona de Baracano  a Bolonya i després, el 1473, el gran retaule anomenat Políptic Griffoni (Ercole de' Roberti n'executa la predel·la).
Mor de la pesta cap al 1477 o 1478.

## Obres
- Mare de Déu amb el Nen Jesús i un àngel (cap a 1460), pintura al tremp sobre taula amb acabats d'or, 61 x 47,5cm, Museu Nacional d'Art de Catalunya, Barcelona
- Ritratto d'uomo[1] (1472-1477), Museo Thyssen-Bornemisza, Madrid
- Madonna in trono, pel vitrall de San Giovanni in Monte, a Bolonya (1462)
- Mese de marzo, Mese d'aprile i Mese de maggio, (c. 1470), palau Schifanoia, Ferrara
- Madonna con il bambino e i santi Petronio e Giovanni Evangelista, (1474), pinacoteca nazionale, Bolonya
- Retaule de san Lazzaro (figures de sants, els animals són de Roberti), museu de Berlín
- Pala dell'Osservanza - L'annunciazione e la Natività, Gemäldegalerie Alte Meister, Dresden
- Poliptic Griffoni, basilica San Petronio, dispersat :
  -  San Vincenzo Ferrer, National Gallery, Londres
  - San Pietro (v. 1473), pinacoteca de Brera, Milà
  - San Giovanni Battista (v. 1473), pinacoteca de Brera, Milà
  - La predel·la, d'Ercole de' Roberti, Vaticà
  - Crocifissione (1473), National Gallery of Art, Washington DC)
  - San Petronio (1473), Palazzo dei Diamanti, Ferrara)